# Soberanía energética
La soberanía energética es un concepto que se comenzó a desarrollar a inicios del siglo XXI principalmente en América del Sur, de forma inicial, como una contraposición a la idea de la seguridad energética, aunque actualmente suele verse como términos complementarios.
De acuerdo con el investigador argentino, Gustavo Lahoud, la soberanía energética se define como: 

(...) la propia capacidad de una comunidad política para ejercer el control y la potestad (entendida como autoridad) y para regular de manera racional, limitada y sustentable la explotación de los recursos energéticos, conservando un margen de maniobra y una libertad de acción que le permita minimizar los costos asociados a las presiones externas de los actores estratégicos que rivalizan por la obtención de esos recursos.

## Historia
En octubre de 1973, el embargo petrolero de la Organización de Países Exportadores de Petróleo dio fuerza al concepto de seguridad energética, enfocado en garantizar la oferta económica de combustibles. Esto fue institucionalizado por medio de la creación de la Agencia Internacional de Energíay una serie de medidas permanentes para que los países afectados pudieran enfrentar su dependencia exterior.
En 2001, la Política Energética Nacional de Estados Unidos, presentada por el presidente George W. Bush, vinculó la seguridad energética a la política exterior estadounidense, pues estableció como un objetivo estratégico el aumento del suministro global de combustibles por medio de medidas destinadas a hacer que los países productores intensificaran la exploración de sus reservas. De esta forma, el control de los recursos energéticos se convirtió en objeto de disputa política.
En este contexto, el concepto de soberanía energética comenzó a ganar relevancia, principalmente en los países de América Latina, quienes buscaban reafirmar su control sobre los recursos energéticos estratégicos frente al dominio de empresas extranjeras.
Posteriormente, el término se amplió para incluir no solo la independencia estatal, sino también el derecho de las comunidades y los pueblos a decidir sobre la generación, distribución y uso de la energía.Esta visión se vio fuertemente inspirada en movimientos como el de soberanía alimentaria y los debates sobre justicia ambiental.
De la mano del crecimiento de la conciencia sobre el impacto ambiental de las políticas energéticas, la conceptualización de la soberanía energética avanzó hacia un enfoque más holístico que considera no sólo la producción y consumo de energía, sino también la sostenibilidad y el bienestar social, con lo que se incluyen aspectos como el empoderamiento y participación de las comunidades para decidir sobre su propio abastecimiento energético.
Actualmente, la soberanía energética es vista como un derecho que, además, permite abordar los desafíos globales como el cambio climático y la pobreza energética, por medio de un enfoque que integra las energías renovables y tecnologías sostenibles.
En 2023, el secretario general de la Organización de las Naciones Unidas (ONU), António Guterres, citó la soberanía energética como parte integral de un plan de cinco puntos para llevar a cabo una transición energética y evitar una catástrofe climática, junto con el aumento de las fuentes de energías renovables, el financiamiento de la transición energética, entre otros.

## Valores éticos de la soberanía energética
Por medio de un artículo publicado en 2022, los investigadores Cristian Timmermann y Eduardo Noboa enumeraron una serie de valores éticos que estarían en el centro del concepto de Soberanía Energética:
- Accesibilidad : la energía es esencial para satisfacer necesidades básicas y la falta de acceso a energía suficiente, asequible y eficiente genera pobreza energética, [13]afectando la capacidad de las personas de llevar una vida digna y participar plenamente en la sociedad.

Cabe destacar que el acceso a la energía se encuentra entre los indicadores clave de los Objetivos de Desarrollo Sostenible.
- Empoderamiento y reconocimiento: ambos son elementos clave en los movimientos de soberanía energética, lo que implica un empoderamiento por medio de iniciativas sólidas para el desarrollo de capacidades,[15]así como políticas energéticas que brinden a las personas la oportunidad de utilizar sus recursos y habilidades para contribuir a su sistema energético local.[16]

- Gestión y Sostenibilidad: la sostenibilidad y el cuidado de los recursos naturales son pilares fundamentales de la soberanía energética, lo que implica evitar el daño al medio ambiente y proteger activamente los recursos naturales con una visión de largo plazo, considerando dimensiones sociales, económicas y ambientales.[16]

- Autosuficiencia: con el fin de reducir el impacto negativo de la explotación comercial, la soberanía energética requiere proteger los mercados locales, fomentar las prácticas sostenibles y aprovechar los avances tecnológicos para reducir la dependencia de sistemas externos que sean insostenibles, tal como los combustibles fósiles y la energía nuclear.[17]

- Resiliencia: la dependencia de un suministro energético continuo es crítica, especialmente para los más vulnerables.[16]Los sistemas resilientes deben incluir tecnologías diversificadas (con energías renovables locales y complementarias),[18]adaptadas a climas y estaciones. De esta forma, se ayudará a mitigar los déficits causados por eventos climáticos, geopolíticos o técnicos.

- Paz: la soberanía energética debe priorizar sistemas que no contribuyan a conflictos y que respeten los derechos de las comunidades locales. Esto con el objetivo de minimizar los riesgos sociales y ambientales asociados a estos conflictos.[16]

- Transparencia y autodeterminación: ante la falta de transparencia y consulta pública en el desarrollo de sitios de producción de energía, existen mayores niveles de descontento y resistencia entre las comunidades vecinas, quienes suelen verse afectadas por el desplazamiento y las diferentes formas de contaminación.[19]

Para disfrutar de la soberanía energética, las personas necesitan participar en los procesos de toma de decisiones, lo que requiere de políticas que aumenten la comprensión pública de la ciencia, plataformas que faciliten el diálogo, mejoras en los mecanismos de toma de decisiones y acciones para facilitar el acceso a la información.
- Justicia de género: históricamente las mujeres han sido las encargadas de gestionar la energía, por ejemplo, a través de la recolección de leña, ocupando su tiempo y poniendo en riesgo su salud.[20]

Por ello, es necesario tomar medidas para el empoderamiento de las mujeres y así evitar consecuencias negativas. Por ejemplo, garantizando que niñas y mujeres tengan oportunidades adecuadas para acceder a programas educativos desde temprana edad puede permitir que participen en el sector energético en igualdad de condiciones en áreas en las que aún están subrepresentadas.